# سیارک ۱۱۰۴
سیارک ۱۱۰۴ (به انگلیسی: 1104 Syringa، نامگذاری:1928XA) هزار و صد و چهارمین سیارک کشف شده‌است که در ۹ دسامبر ۱۹۲۸ و در هایدلبرگ کشف شد.
قدر مطلق سیارک برابر ۱۲٫۵۰ است.